# Кремпкі
Кремпкі (пол. Krępki, нім. Krampken) — село в Польщі, у гміні Любіхово Староґардського повіту Поморського воєводства.
У 1975-1998 роках село належало до Гданського воєводства.